# Nina Alexejewna Lobkowskaja

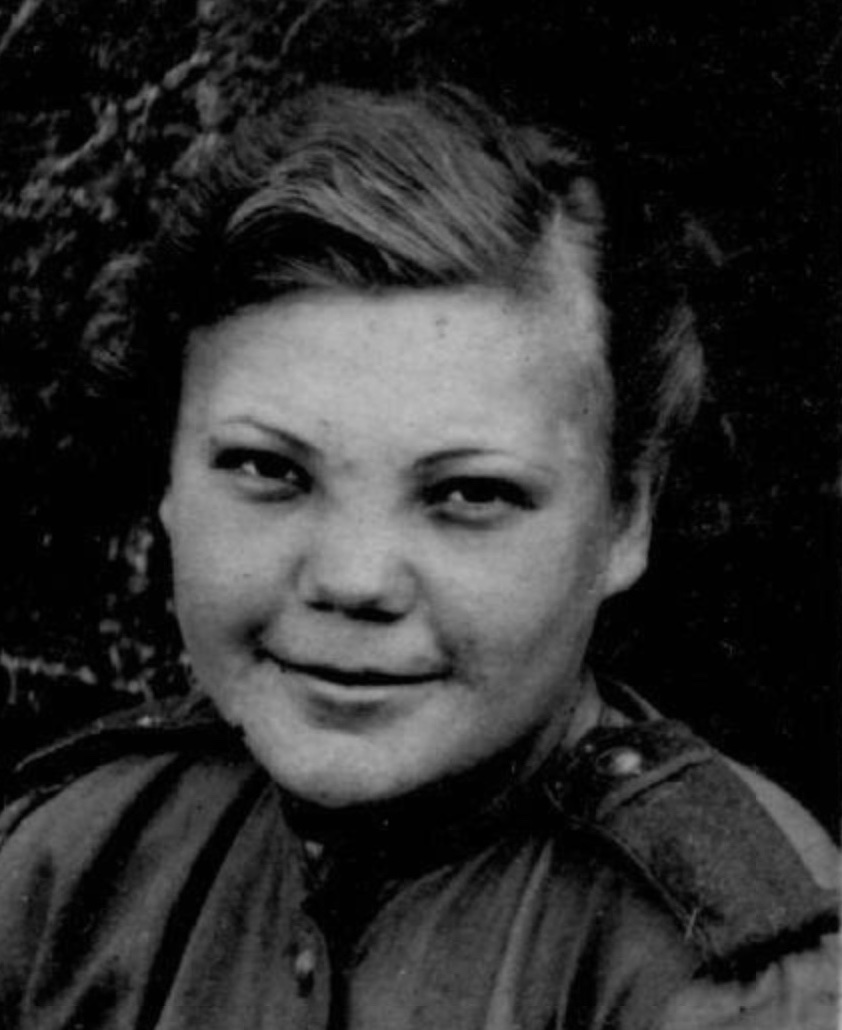
Nina Alexajewna Lobkowskaja

Nina Alexejewna Lobkowskaja (russisch Нина Алексеевна Лобковская, geboren 8. März 1924 in Fjodorowka, Karagandinskaja Oblast) diente als Scharfschützin für die Rote Armee der Sowjetunion im Zweiten Weltkrieg. Sie erreichte den Rang eines Leutnants.
Lobkowskaja war das älteste von fünf Geschwistern. Aufgrund der schlechten Gesundheit ihres Vaters siedelte die Familie zu einem unbestimmten Zeitpunkt nach Tadschikistan um. Ihr Vater trat 1942 der Roten Armee bei und starb noch im gleichen Jahr bei der Woronesch-Woroschilowgrader Operation.
Im Alter von 17 Jahren wurde Lobkowskaja als eine von 300 Frauen ausgewählt, um in Weschnjaki zur Scharfschützin ausgebildet zu werden. Diese Entscheidung basierte auf der Einschätzung, dass die Position des Scharfschützen sich besonders mit Frauen zugeschriebenen Eigenschaften vereinbaren ließen: Geduld, geringere Körpergröße und bessere Ausdauer. Diesen Umständen wurde auch zugeschrieben, dass Frauen direkte körperliche Auseinandersetzungen vermeiden würden und müssten.
Von Februar 1945 bis zum Ende des Krieges befahl Lobkowskaja eine Einheit von Scharfschützen, die u. a. in der Schlacht um Berlin eingesetzt wurde. Sie selbst tötete im Kriegsverlauf 89 feindliche Soldaten und wurde dabei zweimal verwundet.